# Mariano Giallorenzo
Mariano Giallorenzo (* 7. August 1982 in Rovereto) ist ein ehemaliger italienischer Radrennfahrer.

## Karriere
Mariano Giallorenzo begann seine internationale Karriere 2004 bei dem Radsportteam Colombia-Selle Italia. Im Herbst 2005 konnte er die Gesamtwertung der Senegal-Rundfahrt für sich entscheiden, nachdem er dort auf den Etappen einmal Dritter und einmal Zweiter wurde. Nach Ablauf der Saison 2014 beendete er seine Laufbahn als Aktiver.

## Erfolge
2005
- Gesamtwertung Senegal-Rundfahrt

## Teams
- 2004 Colombia-Selle Italia
- 2005 Colombia-Selle Italia
- 2006 Selle Italia-Serramenti Diquigiovanni
- 2007 Miche
- 2008 Miche-Silvercross
- 2009 Meridiana-Kalev Chocolate Team
- 2010 Meridiana Kamen Team
- 2011 Meridiana Kamen Team
- 2012 Meridiana Kamen Team

- 2014 Meridiana Kamen Team